# Lữ đoàn Đặc công Hải quân 126
Lữ đoàn Đặc công Hải quân 126 (hay Đoàn 126) là một đơn vị đặc công cấp lữ đoàn của Quân đội nhân dân Việt Nam, trực thuộc sự chỉ huy của Bộ Tư lệnh Quân chủng Hải quân. Đoàn 126 ba lần được Nhà nước Việt Nam tặng danh hiệu Anh hùng Lực lượng vũ trang nhân dân (1969, 1971 và 2020). Lữ đoàn còn có bốn tập thể được phong tặng anh hùng, trong đó riêng Đội 1 của Lữ đoàn được phong anh hùng 3 lần. Có 13 cá nhân được phong anh hùng.
Đoàn 126 thành lập ngày 13 tháng 4 năm 1966 với tên ban đầu là Đoàn huấn luyện trinh sát đặc công. Lực lượng của đoàn gồm 4 đội, trong đó nòng cốt của Đoàn 126 lúc đó là Đội 1 đặc công nước được thành lập từ năm 1963. Ngay sau khi được thành lập, Đoàn 126 được phái vào chiến đầu ở chiến trường Cửa Việt - Đông Hà (Đội 1), Sài Gòn (Đội 2), Quảng Đà (Đội 3) và Cam Ranh (Đội 4).
Đoàn 126 đã tham gia hàng trăm trận đánh, tiêu biểu là:
- Trận đánh sập cầu Thủy Tú ngày 2-4-1967;
- Trận đánh tàu chở dầu USS Noxubee ngày 9 tháng 9 năm 1969;
- Chiến dịch giải phóng Quần đảo Trường Sa, tháng 4 năm 1975.